# Championnat de Belgique de football de troisième division 1927-1928
 (décembre 2023).
Si vous disposez d'ouvrages ou d'articles de référence ou si vous connaissez des sites web de qualité traitant du thème abordé ici, merci de compléter l'article en donnant les références utiles à sa vérifiabilité et en les liant à la section « Notes et références ».
Navigation
saison précédente saison suivante
Le Championnat de Belgique de football D3 1927-1928  est la deuxième édition du championnat de Promotion (D3) belge.
Les trois séries sont fort disputées et les trois champions ne s'imposent que de quelques points. L'Association Sportive Renaisienne, le Vilvorde Football Club et le Tubantia Football & Athletic Club décrochent les lauriers et gagnent le droit de rejoindre le 2e niveau national.
Dans les bas de classements, les séries "A" et "B" sont assez rapidement claires. Par contre, la série "C" donne lieu à une lutte âpre qui trouve son épilogue dans un "Tour final", bien avant l'instauration du système actuel. Le Royal Léopold Club de Bruxelles ne parvient pas à obtenir sa participation à ce barrage. Finissant à deux points des équipes participantes, il est relégué vers les séries régionales.
C'est le premier des sept anciens clubs-fondateurs du championnat belge à quitter les séries nationales en tant que descendant sportif. En 1927, cinq d'entre eux existent toujours (et existent encore en 2011). Un seul connaîtra le même sort par la suite, le R. Racing CB. Des trois autres fondateurs de la compétition belge, l'Antwerp quitta le championnat pendant une saison "pour raisons personnelles". Le Club Brugeois fut absent lors des 2e et 3e saisons de l'Histoire. Seul le Club Liégeois (matricule 4) ne quitta jamais les séries nationales.

## Clubs participants
Quarante-deux clubs prennent part à cette édition, soit le même nombre que lors de la saison précédente. Les équipes sont réparties en trois séries de 14 formations.

### Série A
| #  | Nom                                | Mat. | Ville           | Stades           | En D3 depuis    | Total en D3 | Province        |
| -- | ---------------------------------- | ---- | --------------- | ---------------- | --------------- | ----------- | --------------- |
| 1  | Sporting Club Saint-Ignace Anvers  | 29   | Deurne          | ??               | 1927-1928 (1re) | 1 saison    | Anvers          |
| 2  | Racing Club Tournaisien            | 36   | Tournai         | Drève de Maire   | 1926-1927 (2e)  | 2 saisons   | Hainaut         |
| 3  | Vanneste Genootschap Oostende      | 31   | Ostende         | ??               | 1926-1927 (2e)  | 2 saisons   | Fl. occidentale |
| 4  | Association Sportive Renaisienne   | 38   | Renaix          | avenue du 4 mars | 1926-1927 (2e)  | 2 saisons   | Fl. orientale   |
| 5  | Cappellen Football Club            | 43   | Kapellen        | ??               | 1926-1927 (2e)  | 2 saisons   | Anvers          |
| 6  | Club Renaisien                     | 46   | Renaix          | Parc Lagache     | 1926-1927 (2e)  | 2 saisons   | Fl. orientale   |
| 7  | Sportvereeniging Blankenberghe     | 48   | Blankenberge    | ??               | 1926-1927 (2e)  | 2 saisons   | Fl. occidentale |
| 8  | Association Sportive Ostendaise    | 53   | Ostende         | Albertpark       | 1926-1927 (2e)  | 2 saisons   | Fl. occidentale |
| 9  | Association Athlétique Termondoise | 59   | Termonde        | ??               | 1926-1927 (2e)  | 2 saisons   | Fl. orientale   |
| 10 | Sportkring Roulers                 | 134  | Roulers         | Schierveld       | 1926-1927 (2e)  | 2 saisons   | Fl. occidentale |
| 11 | Sint-Niklaassche Sportkring        | 221  | St-Nicolas/Waas | ??               | 1926-1927 (2e)  | 2 saisons   | Fl. orientale   |
| 12 | Borgerthoutsche Sportkring         | 84   | Borgerhout      | ??               | 1927-1928 (1re) | 1 saison    | Anvers          |
| 13 | Racing Club Wetteren               | 95   | Wetteren        | ??               | 1927-1928 (1re) | 1 saison    | Fl. orientale   |
| 14 | Knokke Football Club               | 101  | Knokke          | ??               | 1927-1928 (1re) | 1 saison    | Fl. occidentale |

### Localisations Série A
| \| Anvers · SC St-Ignace Anvers · Cappellen FC · Borgerhoutsche SK Knokke FC AS Ostende VG Ostende SV Blankenberge Roulers Anvers AS Renaix FC Renaix RC Tournai RC Wetteren St-Nicolas Termonde \| Localisation des clubs engagés en Promotion A 1927-1928 |
| Anvers · SC St-Ignace Anvers · Cappellen FC · Borgerhoutsche SK Knokke FC AS Ostende VG Ostende SV Blankenberge Roulers Anvers AS Renaix FC Renaix RC Tournai RC Wetteren St-Nicolas Termonde                                                               |

### Série B
| #  | Nom                                  | Mat. | Ville           | Stades               | En D3 depuis    | Total en D3 | Province   |
| -- | ------------------------------------ | ---- | --------------- | -------------------- | --------------- | ----------- | ---------- |
| 1  | Association Sportive Herstalienne    | 82   | Herstal         | ??                   | 1927-1928 (1re) | 1 saison    | Liège      |
| 2  | Football Club Sérésien               | 17   | Seraing         | stade du Pairay      | 1926-1927 (2e)  | 2 saisons   | Liège      |
| 3  | Charleroi Sporting Club              | 22   | Charleroi       | rue Spinoy           | 1926-1927 (2e)  | 2 saisons   | Hainaut    |
| 4  | Humbeek Football Club                | 39   | Humbeek         | ??                   | 1926-1927 (2e)  | 2 saisons   | Brabant    |
| 5  | Union Sportive de Liège              | 40   | Loncin          | ??                   | 1926-1927 (2e)  | 2 saisons   | Liège      |
| 6  | Albert Elisabeth Club Mons           | 44   | Mons            | rue du Tir           | 1926-1927 (2e)  | 2 saisons   | Hainaut    |
| 7  | Vilvorde Football Club               | 49   | Vilvorde        | ??                   | 1926-1927 (2e)  | 2 saisons   | Brabant    |
| 8  | Club Sportif de Schaerbeek           | 55   | Schaerbeek      | Parc Josaphat        | 1926-1927 (2e)  | 2 saisons   | Brabant    |
| 9  | Jeunesse Arlonaise                   | 143  | Arlon           | ??                   | 1926-1927 (2e)  | 2 saisons   | Luxembourg |
| 10 | Olympic Club Charleroi               | 246  | Montignies-s-S. | stade de La Neuville | 1926-1927 (2e)  | 2 saisons   | Hainaut    |
| 11 | Union Jemappes                       | 136  | Jemappes        | ??                   | 1927-1928 (1re) | 1 saison    | Hainaut    |
| 12 | Namur Sports                         | 156  | Namur           | ??                   | 1927-1928 (1re) | 1 saison    | Namur      |
| 13 | Excelsior Football Club Virton       | 200  | Namur           | ??                   | 1927-1928 (1re) | 1 saison    | Luxembourg |
| 14 | Football Club Zwarte Leeuw Vilvoorde | 306  | Vilvorde        | ??                   | 1927-1928 (1re) | 1 saison    | Brabant    |

### Localisations Série B
| \| Liège · FC Sérésien · US Liège · AS Herstalienne CS Schaerbeek Humbeek Vilvorde FC Zw.L. Vilvorde Liège Namur Sports Char. SC Olympic Mons U. Jemappes Arlon Virton \| Localisation des clubs engagés en Promotion B 1927-1928 |
| Liège · FC Sérésien · US Liège · AS Herstalienne CS Schaerbeek Humbeek Vilvorde FC Zw.L. Vilvorde Liège Namur Sports Char. SC Olympic Mons U. Jemappes Arlon Virton                                                               |

### Série C
| #  | Nom                                  | Mat. | Ville      | Stades        | En D3 depuis    | Total en D3 | Province |
| -- | ------------------------------------ | ---- | ---------- | ------------- | --------------- | ----------- | -------- |
| 1  | Skill Racing Union                   | 34   | Verviers   | ??            | 1927-1928 (1re) | 1 saison    | Liège    |
| 2  | Royal Léopold Club de Bruxelles      | 5    | Uccle      | Parc Brugmann | 1926-1927 (2e)  | 2 saisons   | Brabant  |
| 3  | Société Royale Dolhain Football Club | 9    | Dolhain    | La Bêverie    | 1926-1927 (2e)  | 2 saisons   | Liège    |
| 4  | Stade Louvaniste                     | 18   | Louvain    | ??            | 1926-1927 (2e)  | 2 saisons   | Brabant  |
| 5  | Royal Football Club Bressoux         | 23   | Bressoux   | ??            | 1926-1927 (2e)  | 2 saisons   | Liège    |
| 6  | Excelsior Football Club Hasselt      | 37   | Hasselt    | ??            | 1926-1927 (2e)  | 2 saisons   | Limbourg |
| 7  | Ixelles Sporting Club                | 42   | Ixelles    | ??            | 1926-1927 (2e)  | 2 saisons   | Brabant  |
| 8  | Tubantia Athletic Club               | 64   | Borgerhout | Rivierenhof   | 1926-1927 (2e)  | 2 saisons   | Anvers   |
| 9  | Racing Football Club Montegnée       | 77   | Montegnée  | ??            | 1926-1927 (2e)  | 2 saisons   | Liège    |
| 10 | Racing Club Tirlemont                | 132  | Tirlemont  | ??            | 1926-1927 (2e)  | 2 saisons   | Brabant  |
| 11 | Victoria Football Club Louvain       | 206  | Louvain    | ??            | 1926-1927 (2e)  | 2 saisons   | Brabant  |
| 12 | Sportkring Hoboken                   | 285  | Hoboken    | ??            | 1926-1927 (2e)  | 2 saisons   | Anvers   |
| 13 | Hasseltse Voetbal Vereeniging        | 65   | Hasselt    | ??            | 1927-1928 (1re) | 1 saison    | Limbourg |
| 14 | La Jeunesse d'Eupen                  | 108  | Eupen      | ??            | 1927-1928 (1re) | 1 saison    | Liège    |

### Localisations Série C
| \| Tubantia AC Hoboken R. Léopold CB Ixelles SC St. Louvain Vict. Louvain Tirlemont Exc. Hasselt Hasseltse VV FC Bressoux Racing FC Montegnée Verviers Dolhain Eupen \| Localisation des clubs engagés en Promotion C 1927-1928 |
| Tubantia AC Hoboken R. Léopold CB Ixelles SC St. Louvain Vict. Louvain Tirlemont Exc. Hasselt Hasseltse VV FC Bressoux Racing FC Montegnée Verviers Dolhain Eupen                                                               |

## Classements
- Le nom des clubs est celui employé à l'époque

Légende
- Champion & Promu en Division 1 (D2)
- clubs devant disputer un « test-match » pour assurer son maintien en Promotion
- clubs relégué vers les séries inférieures

Abréviations
 : Relégué de Division 1 (D2) 1926-1927

 : Promu depuis les séries inférieures

### Promotion A
| Rang | Équipe              | Pts | J  | G  | N  | P  | Bp | Bc  | Diff |
| ---- | ------------------- | --- | -- | -- | -- | -- | -- | --- | ---- |
| 1    | AS RENAISIENNE      | 38  | 26 | 16 | 6  | 4  | 58 | 33  | +25  |
| 2    | Knokke FC           | 25  | 26 | 16 | 3  | 7  | 85 | 45  | +40  |
| 3    | Cappellen FC        | 34  | 26 | 15 | 4  | 7  | 68 | 56  | +12  |
| 4    | Club Renaisien      | 31  | 26 | 14 | 3  | 9  | 69 | 46  | +23  |
| 5    | Borgerhoutsche SK   | 28  | 26 | 10 | 8  | 8  | 45 | 40  | +5   |
| 6    | St-Niklaassche SK   | 28  | 26 | 12 | 3  | 11 | 48 | 46  | +2   |
| 7    | AA Termondoise      | 3   | 26 | 7  | 11 | 8  | 42 | 45  | -3   |
| 8    | SV Blankenberghe    | 25  | 26 | 11 | 3  | 12 | 70 | 75  | -5   |
| 9    | SK Roulers          | 22  | 26 | 9  | 4  | 13 | 43 | 47  | -4   |
| 10   | St-Ignace SC Anvers | 18  | 26 | 8  | 2  | 16 | 53 | 60  | -7   |
| 11   | RC Tournaisien      | 18  | 26 | 6  | 6  | 14 | 39 | 57  | -18  |
| 12   | VG Oostende         | 14  | 26 | 3  | 8  | 15 | 31 | 57  | -26  |
| 13   | RC Wetteren         | 10  | 26 | 4  | 2  | 20 | 20 | 101 | -81  |
| 14   | AS Ostendaise       | 0   | 0  | 0  | 0  | 0  | 0  | 0   | 0    |

- L'Association Sportive Ostendaise est disqualifiée et tous ses points lui sont retirés.

### Promotion B
| Rang | Équipe                    | Pts | J  | G  | N | P  | Bp | Bc  | Diff |
| ---- | ------------------------- | --- | -- | -- | - | -- | -- | --- | ---- |
| 1    | VILVORDE FC               | 38  | 26 | 17 | 4 | 5  | 83 | 35  | +48  |
| 2    | AEC Mons                  | 36  | 26 | 16 | 4 | 6  | 89 | 37  | +52  |
| 3    | US Liège                  | 34  | 26 | 15 | 4 | 7  | 88 | 49  | +39  |
| 4    | CS Schaerbeek             | 34  | 26 | 14 | 6 | 6  | 81 | 51  | +30  |
| 5    | AS Herstalienne           | 34  | 26 | 15 | 4 | 7  | 77 | 42  | +35  |
| 6    | Charleroi SC              | 33  | 26 | 14 | 5 | 7  | 58 | 39  | +19  |
| 7    | Olympic CC                | 29  | 26 | 12 | 5 | 9  | 48 | 41  | +7   |
| 8    | FC Zwarte Leeuw Vilvoorde | 26  | 26 | 10 | 6 | 10 | 43 | 46  | -3   |
| 9    | FC Sérésien               | 25  | 26 | 10 | 5 | 11 | 51 | 55  | -4   |
| 10   | Humbeek FC                | 22  | 26 | 9  | 4 | 13 | 54 | 64  | -10  |
| 11   | Jeunesse Arlonaise        | 22  | 26 | 9  | 4 | 13 | 65 | 77  | -12  |
| 12   | Namur Sports              | 16  | 26 | 6  | 4 | 16 | 55 | 78  | -23  |
| 13   | Union Jemappes            | 11  | 26 | 4  | 3 | 19 | 38 | 95  | -57  |
| 14   | Excelsior Virton          | 3   | 26 | 1  | 1 | 24 | 24 | 141 | -117 |

### Promotion C
| Rang | Équipe               | Pts | J  | G  | N | P  | Bp | Bc | Diff |
| ---- | -------------------- | --- | -- | -- | - | -- | -- | -- | ---- |
| 1    | TUBANTIA FAC         | 39  | 26 | 19 | 1 | 6  | 71 | 43 | +28  |
| 2    | FC Bressoux          | 36  | 26 | 16 | 4 | 9  | 87 | 54 | +33  |
| 3    | Racing FC Montegnée  | 31  | 26 | 14 | 3 | 9  | 74 | 55 | +19  |
| 4    | Stade Louvaniste     | 29  | 26 | 13 | 3 | 10 | 53 | 49 | +4   |
| 5    | RC Tirlemont         | 29  | 26 | 13 | 3 | 10 | 52 | 51 | +1   |
| 6    | Hasseltse VV         | 28  | 26 | 13 | 2 | 11 | 61 | 62 | -1   |
| 7    | La Jeunesse d'Eupen  | 26  | 26 | 12 | 2 | 12 | 68 | 58 | +10  |
| 8    | Excelsior FC Hasselt | 24  | 26 | 9  | 6 | 11 | 48 | 51 | -3   |
| 9    | Victoria FC Louvain  | 23  | 26 | 9  | 5 | 12 | 42 | 51 | -9   |
| 10   | SK Hoboken           | 22  | 26 | 8  | 6 | 13 | 45 | 58 | -13  |
| 10   | Skill Racing Union   | 22  | 26 | 10 | 2 | 14 | 40 | 48 | -8   |
| 10   | Ixelles SC           | 22  | 26 | 10 | 2 | 14 | 51 | 63 | -12  |
| 13   | R. Léopold CB        | 20  | 26 | 8  | 4 | 14 | 65 | 89 | -24  |
| 14   | SR Dolhain FC        | 13  | 26 | 5  | 3 | 18 | 54 | 79 | -25  |

## Déroulement de la saison

### Résultats des rencontres - Série A
| Résultats (▼dom., ►ext.)                                   | 1 | 2 | 3 | 4 | 5 | 6 | 7 | 8 | 9 | 10 | 11 | 12 | 13 | 14 |
|                                                            |   | - | - | - | - | - | - | - | - | -  | -  | -  | -  | -  |
|                                                            | - |   | - | - | - | - | - | - | - | -  | -  | -  | -  | -  |
|                                                            | - | - |   | - | - | - | - | - | - | -  | -  | -  | -  | -  |
|                                                            | - | - | - |   | - | - | - | - | - | -  | -  | -  | -  | -  |
|                                                            | - | - | - | - |   | - | - | - | - | -  | -  | -  | -  | -  |
|                                                            | - | - | - | - | - |   | - | - | - | -  | -  | -  | -  | -  |
|                                                            | - | - | - | - | - | - |   | - | - | -  | -  | -  | -  | -  |
|                                                            | - | - | - | - | - | - | - |   | - | -  | -  | -  | -  | -  |
|                                                            | - | - | - | - | - | - | - | - |   | -  | -  | -  | -  | -  |
|                                                            | - | - | - | - | - | - | - | - | - |    | -  | -  | -  | -  |
|                                                            | - | - | - | - | - | - | - | - | - | -  |    | -  | -  | -  |
|                                                            | - | - | - | - | - | - | - | - | - | -  | -  |    | -  | -  |
|                                                            | - | - | - | - | - | - | - | - | - | -  | -  | -  |    | -  |
|                                                            | - | - | - | - | - | - | - | - | - | -  | -  | -  | -  |    |
| - Victoire à domicile - Match nul - Victoire à l'extérieur |   |   |   |   |   |   |   |   |   |    |    |    |    |    |

### Résultats des rencontres - Série B
| Résultats (▼dom., ►ext.)                                   | 1 | 2 | 3 | 4 | 5 | 6 | 7 | 8 | 9 | 10 | 11 | 12 | 13 | 14 |
|                                                            |   | - | - | - | - | - | - | - | - | -  | -  | -  | -  | -  |
|                                                            | - |   | - | - | - | - | - | - | - | -  | -  | -  | -  | -  |
|                                                            | - | - |   | - | - | - | - | - | - | -  | -  | -  | -  | -  |
|                                                            | - | - | - |   | - | - | - | - | - | -  | -  | -  | -  | -  |
|                                                            | - | - | - | - |   | - | - | - | - | -  | -  | -  | -  | -  |
|                                                            | - | - | - | - | - |   | - | - | - | -  | -  | -  | -  | -  |
|                                                            | - | - | - | - | - | - |   | - | - | -  | -  | -  | -  | -  |
|                                                            | - | - | - | - | - | - | - |   | - | -  | -  | -  | -  | -  |
|                                                            | - | - | - | - | - | - | - | - |   | -  | -  | -  | -  | -  |
|                                                            | - | - | - | - | - | - | - | - | - |    | -  | -  | -  | -  |
|                                                            | - | - | - | - | - | - | - | - | - | -  |    | -  | -  | -  |
|                                                            | - | - | - | - | - | - | - | - | - | -  | -  |    | -  | -  |
|                                                            | - | - | - | - | - | - | - | - | - | -  | -  | -  |    | -  |
|                                                            | - | - | - | - | - | - | - | - | - | -  | -  | -  | -  |    |
| - Victoire à domicile - Match nul - Victoire à l'extérieur |   |   |   |   |   |   |   |   |   |    |    |    |    |    |

### Résultats des rencontres - Série C
| Résultats (▼dom., ►ext.)                                   | 1 | 2 | 3 | 4 | 5 | 6 | 7 | 8 | 9 | 10 | 11 | 12 | 13 | 14 |
|                                                            |   | - | - | - | - | - | - | - | - | -  | -  | -  | -  | -  |
|                                                            | - |   | - | - | - | - | - | - | - | -  | -  | -  | -  | -  |
|                                                            | - | - |   | - | - | - | - | - | - | -  | -  | -  | -  | -  |
|                                                            | - | - | - |   | - | - | - | - | - | -  | -  | -  | -  | -  |
|                                                            | - | - | - | - |   | - | - | - | - | -  | -  | -  | -  | -  |
|                                                            | - | - | - | - | - |   | - | - | - | -  | -  | -  | -  | -  |
|                                                            | - | - | - | - | - | - |   | - | - | -  | -  | -  | -  | -  |
|                                                            | - | - | - | - | - | - | - |   | - | -  | -  | -  | -  | -  |
|                                                            | - | - | - | - | - | - | - | - |   | -  | -  | -  | -  | -  |
|                                                            | - | - | - | - | - | - | - | - | - |    | -  | -  | -  | -  |
|                                                            | - | - | - | - | - | - | - | - | - | -  |    | -  | -  | -  |
|                                                            | - | - | - | - | - | - | - | - | - | -  | -  |    | -  | -  |
|                                                            | - | - | - | - | - | - | - | - | - | -  | -  | -  |    | -  |
|                                                            | - | - | - | - | - | - | - | - | - | -  | -  | -  | -  |    |
| - Victoire à domicile - Match nul - Victoire à l'extérieur |   |   |   |   |   |   |   |   |   |    |    |    |    |    |

### Test matches pour désigner le3edescendant(12eplace) en Promotion C
| Résultats (▼dom., ►ext.)                                   | HOB | IXE | SRU |
| SK Hoboken                                                 |     | -   | -   |
| Ixelles SC                                                 | -   |     | -   |
| Skill Racing Union                                         | -   | -   |     |
| - Victoire à domicile - Match nul - Victoire à l'extérieur |     |     |     |

| Rang | Équipe                | Pts | J | G | N | P | Bp | Bc | Diff |
| ---- | --------------------- | --- | - | - | - | - | -- | -- | ---- |
| 10   | SK Hoboken            | 4   | 2 | 2 | 0 | 0 | 8  | 2  | +6   |
| 11   | Ixelles SC            | 2   | 2 | 1 | 0 | 1 | 3  | 7  | -4   |
| 14   | Skill Racing Union () | 0   | 2 | 0 | 0 | 2 | 2  | 4  | -2   |

## Résumé de la saison
- Champion A: AS Renaisienne (1er titre en D3)
- Champion B: Vilvorde FC (1er titre en D3)
- Champion C: Tubantia AC (1er titre en D3)
- Premier titre de "D3" pour la Province d’Anvers.
- Premier titre de "D3" pour la Province de Brabant.
- Premier titre de "D3" pour la Province de Flandre orientale.

| Région flamande (17) | Région flamande (17) | Province de Brabant (9)           | Province de Brabant (9) | Région wallonne (16)   | Région wallonne (16) |
| --- | -------------------- | --------------------------------- | ----------------------- | ---------------------- | -------------------- |
| Province d'Anvers | 5                    | Province de Brabant               | 9                       | Province de Hainaut    | 5                    |
| Province de Flandre-Occidentale | 5                    | dont Région de Bruxelles-Capitale | 3                       | Province de Liège      | 8                    |
| Province de Flandre-Orientale | 5                    | dont Province du Brabant flamand  | 6                       | Province de Luxembourg | 2                    |
| Province de Limbourg | 2                    | dont Province du Brabant wallon   | 0                       | Province de Namur      | 1                    |
| Rappel: En Belgique, le principe d'une frontière linguistique est créé par la Loi du 21 juillet 1921, mais elle n'est définitivement fixée que par les Lois du 8 novembre 1962. Cette « frontière » voit ses effets principaux se marquer à partir de 1963 avec, par exemple, les passages de Mouscron en Hainaut ou de Fourons au Limbourg. La Belgique ne devient un État fédéralisé qu'à partir de 1970 lorsqu'est appliquée la première réforme constitutionnelle. À ce moment, l'ajout de l'« Article 59bis » crée les « Communautés » alors que le plus délicat, car longtemps et âprement débattu, « Article 107quater » établit les « Régions ». La Région de Bruxelles-Capitale ne voit le jour qu'en 1989. La scission de la Province de Brabant en deux (flamand et wallon) n'intervient officiellement qu'au 1er janvier 1995. |                      |                                   |                         |                        |                      |

## Montée vers le.../ Relégation du2eniveau
L'Association Sportive Renaisienne, le Vilvorde Football Club et le Tubantia Football & Athletic Club sont promus en Division 1 (D2).
À la fin de la saison, Courtrai Sport, VV Oude God Sport et Fléron FC doivent quitter le 2e niveau national.

## Débuts en Division 3
Les trois clubs suivants jouent déjà en séries nationales. Ils sont relégués depuis le niveau supérieur.
- St-Ignace SC Anvers est le 5e Anversois en D3 (ex æquo avec Borgerhoutsche, voir ci-dessous)
- AS Herstalienne et SRU Verviers sont les 11e Liégeois en D3 (ex æquo avec La Jeunesse d'Eupen, voir ci-dessous)

## Débuts en séries nationales
Neuf clubs font leurs débuts en séries nationales.
- Borgerhoutsche SK (18e club de la Province d'Anvers) - 5e Anversois en D3 ;
- FC Zwarte Leeuw Vilvoorde (22e club de la Province de Brabant) - 10e  Brabançon en D3 ;
- Knokke FC (11e club de la Province de Flandre occidentale) - 7e Flandrien occidental en D3 ;
- RC Wetteren (9e club de la Province de Flandre orientale) - 5e Flandrien oriental en D3 ;
- Union Jemappes (6e club de la Province de Hainaut) - 6e Hennuyer en D3 ;
- La Jeunesse d'Eupen (18e club de la Province de Liège) - 11e Liégeois en D3 ;
- Hasseltse VV (4e club de la Province de Limbourg}), 3e Limbourgeois en D3 ;
  - Note: En 1912, Hasseltse VV a déjà indirectement participé à une saison en "nationale" avec le clulb de FC Avenir Hasselt. La fusion formant "Hasseltse VV" (Hasselt V&V + FC L'Avenir) ne se déroule qu'en 1916. On ne peut donc pas considérer que c'est le même club, d'autant qu'une réaffiliation à l'URBSFA intervient après la fusion.
- Excelsior Virton (2e club de la Province de Luxembourg) - 2e Luxembourgeois en D3 ;
- Namur Sports (2e club de la Province de Namur) - 2e Namurois en D3 ;

## Relégations vers le niveau inférieur
Les neuf relégués, triés par Province, furent:
| Clubs                             |   | Provinces                       |
| --------------------------------- | - | ------------------------------- |
|                                   | ⇒ | Province d'Anvers               |
| R. Léopold CB                     | ⇒ | Province de Brabant             |
| VG Oostende, AS Ostendaise        | ⇒ | Province de Flandre-Occidentale |
| RC Wetteren                       | ⇒ | Province de Flandre-Orientale   |
| Union Jemappes                    | ⇒ | Province de Hainaut             |
| Skill Racing Union, SR Dolhain FC | ⇒ | Province de Liège               |
|                                   | ⇒ | Province de Limbourg            |
| Excelsior Virton                  | ⇒ | Province de Luxembourg          |
| Namur Sports                      | ⇒ | Province de Namur               |

## Montée depuis le niveau inférieur
Clubs promus depuis les séries inférieures:
| Provinces                       | Montant              |
| ------------------------------- | -------------------- |
| Province d'Anvers               | Turnhoutse SK HIH    |
| Province de Brabant             | SC Louvain           |
| Province de Flandre-Occidentale | SC Méninois          |
| Province de Flandre-Orientale   | SV Audenaerde        |
| Province de Hainaut             | US Tournaisienne     |
| Province de Liège               | Stade Waremmien FC   |
| Province de Limbourg            | St-Truidensche VV    |
| Province de Luxembourg          | FC St-Louis Bouillon |
| Province de Namur               | Entente Tamines      |

## Divisions inférieures
Comme on peut le voir ci-dessus, les nouveaux venus pour la saison suivante sont chacun originaires d'une Province différente.
Près de 10 ans après la fin de la Première Guerre mondiale, le football belge a repris son développement. L'URSBFA manœuvre correctement. Elle se renforce tout en fidélisant ses clubs.
La Fédération belge commence à articuler ses compétitions selon une forme pyramidale de plus en plus proche de ce que nous connaissons aujourd'hui. La création du 3e niveau national en 1926 en est une étape. La structuration des séries inférieures sur base des Provinces administratives en est une autre.
En cette fin des années 1920 et le début des années 1930, le football belge enregistre la "création d'Ententes de clubs" qui sont les bases des actuels Comités provinciaux. L'Entente verviétoise est créée en 1926, l'Entente liégeoise en 1927, l'Entente namuroise en 1930. Ces associations s'affilient  à l'Union Belge et reçoivent un numéro matricule.
La transition s'opère de séries "régionales" en séries provinciales.